# Zum Türmchen

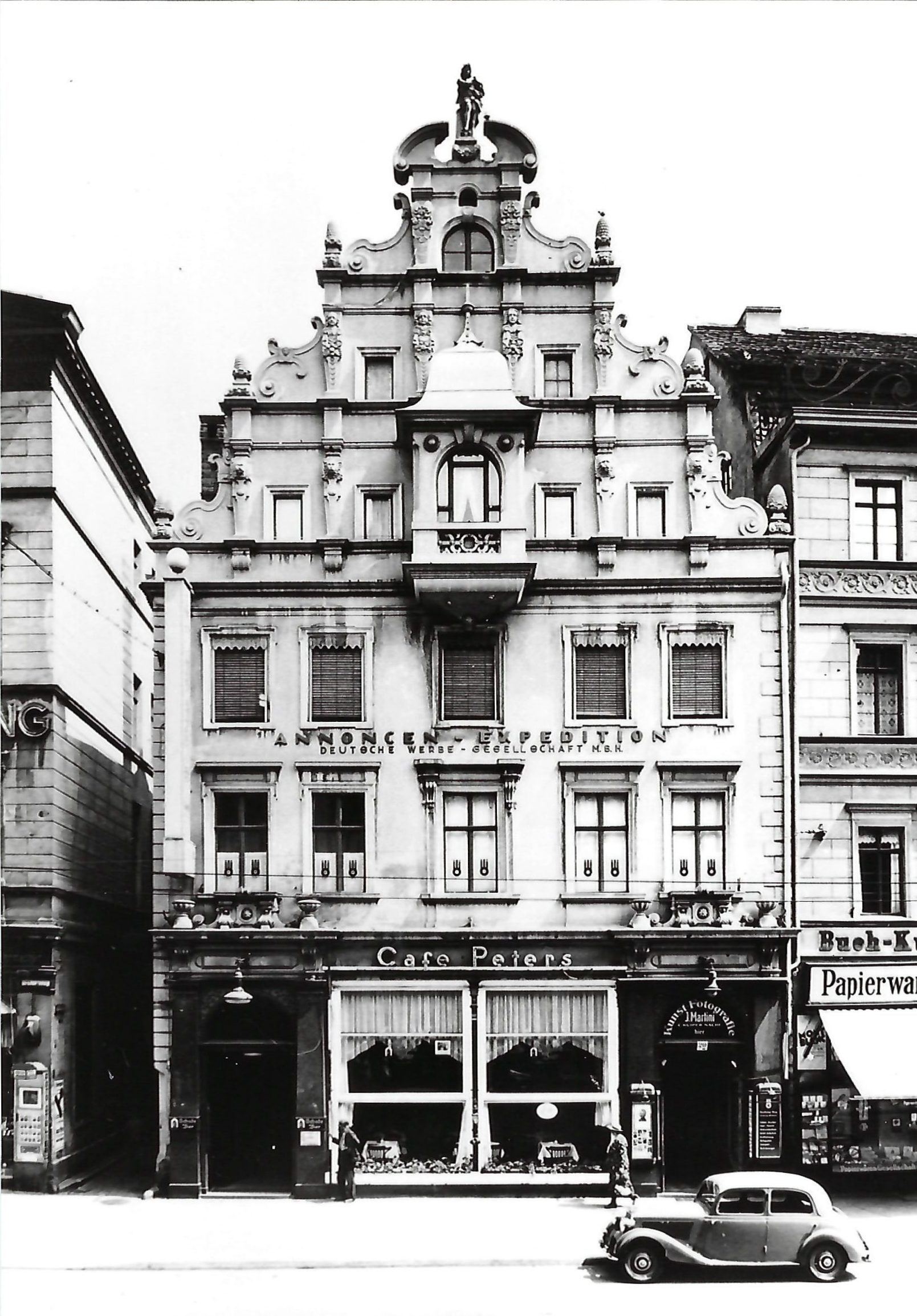
Haus Zum Türmchen

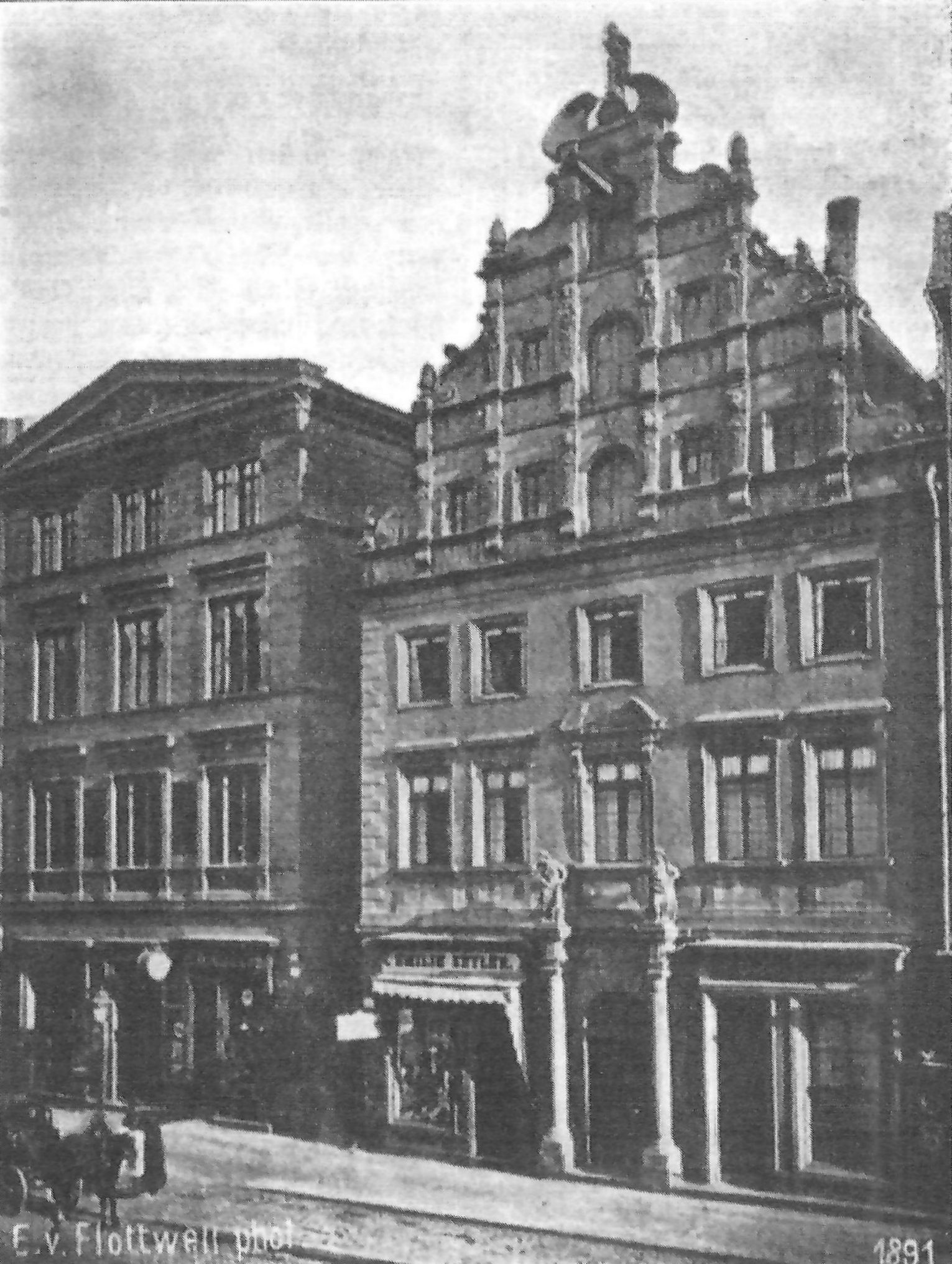
Aufnahme von Georg Eduard von Flottwell, 1891, vor dem Umbau vom Ende des 19. Jahrhunderts

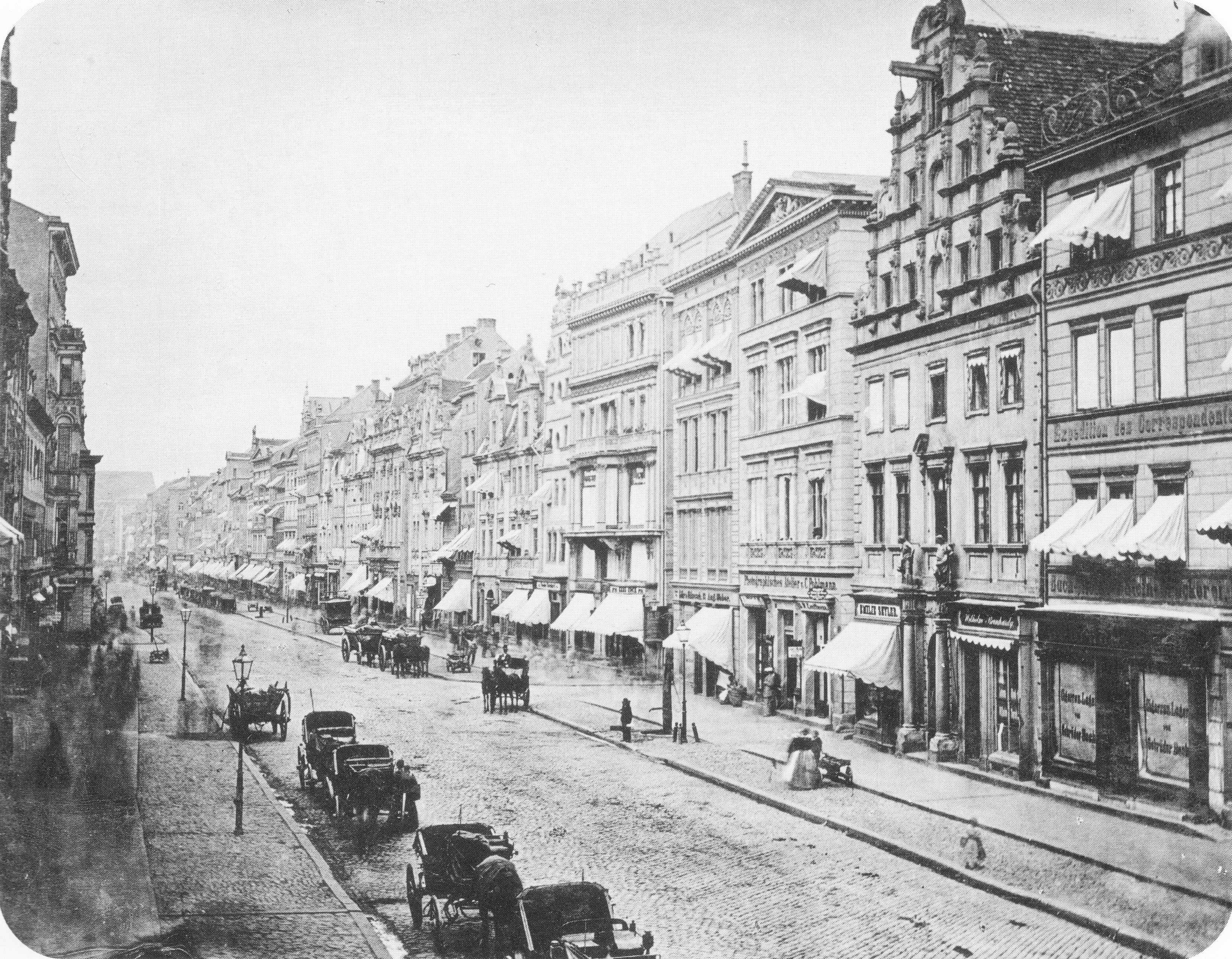
Zum Türmchen im Straßenzug (rechts)

Das Haus Zum Türmchen, auch Zur Zinne, war ein Wohn- und Geschäftshaus in Magdeburg im heutigen Sachsen-Anhalt. Es wurde im Zweiten Weltkrieg zerstört und gilt als verlorengegangenes Baudenkmal.

## Lage
Es befand sich in der Magdeburger Altstadt an der Adresse Breiter Weg 20 auf der Ostseite des Breiten Wegs. Unmittelbar nördlich des Hauses mündete die schmale Schildergasse auf den Breiten Weg ein, südlich grenzte das Haus Zum weißen Roß an. Etwas südlich gegenüber dem ehemaligen Standort des Hauses Zum Türmchen befindet sich die Einmündung der Himmelreichstraße.

## Geschichte
Das Brauhaus Zum Türmchen (auch tornichen bzw. Turm) gehörte vor der Zerstörung Magdeburgs im Jahr 1631 einem Kunze und ihm nachfolgend Joachim Lamspring (auch Lambspring). Der Name ging wohl auf ein einen Turm darstellendes Hauszeichen zurück. 1631 wurde Hans Lamspring als Eigentümer genannt. Andere Angaben nennen auch 1631 noch Joachim Lamspring. Außerdem wird für 1631, vermutlich fehlerhaft, auch Bernd Knop genannt.
Das Gebäude wurde 1631 zerstört, zumindest war das Grundstück 1641 unbebaut und voller Schutthügel. Im Innungskinderbuch der Brauerinnung wurde das Grundstück noch als Cunzens Braustelle an der Schilderschlippe bezeichnet, wobei Schilderschlippe der Name der Schildergasse war. Da die Erben unbekannt waren, erteilte der Rat I. Fr. Alemann, dem Eigentümer des benachbarten Grundstücks Breiter Weg 19 Zum weißen Roß, die Erlaubnis zur Errichtung eines Schuppens. In der Zeit bis 1652 kehrte dann jedoch Hans Lamspring aus der Fremde wieder nach Magdeburg zurück. Er errichtete im Jahr 1652 auf dem Grundstück behelfsmäßig ein Haus und vermietete es an Hans Elberling. Allerdings waren die Verhältnisse so ärmlich, dass Lamspring die Grundsteuer nicht bezahlen konnte. Sie wurde daher auf das Grundstück als Schuld geschrieben. 1655 wurde das Haus dann für 1400 Taler an den Kämmerer Johann Pohlmann verkauft. Pohlmann erwarb auch das benachbarte Grundstück Schildergasse 1 hinzu.
Pohlmann errichtete 1657 ein neues dreigeschossiges giebelständiges Gebäude, das bis zum Zweiten Weltkrieg Bestand hatte. In der Gestaltung lehnte sich das fünfachsige Gebäude an das Braunschweiger Gewandhaus an. Auf den drei Geschossen thronte ein repräsentativ gestalteter dreigeschossiger Volutengiebel. Er war vertikal durch Vorlagen in der Art von Hermen gegliedert. Die Absätze waren mit Schmuck in Form von Pinienzapfen verziert. Nach Pohlmanns Tod 1681 verkaufte sein Erbe Hauptmann Lic. jur. Peter Pohlmann im Jahr 1685 das Anwesen für 3500 Taler an den Handelsmann Valentin Häseler. Häseler erwarb auch das zwischenzeitlich wieder abgetrennte Nachbargrundstück Schildergasse 1 hinzu. Er blieb bis 1731 Eigentümer. Das ebenfalls Häseler gehörende Haus Zum Turm soll seinen Namen vom Haus Zum Türmchen abgeleitet haben.
Anfang des 18. Jahrhunderts erfolgten Veränderungen an der Fassade. Im 18. Jahrhundert befand sich im Haus die Großhandlung Johann Julius Sengewald. Am 1. April 1784 trat Johann Gottlob Nathusius hier eine Anstellung als erster Buchhalter und Korrespondent an. Er wurde 1785 Teilhaber bei Sengefeld und gründete, nach dem Sengefeld 1787 verstorben war, eine Tabakfabrik. Sein Partner war Richter, der jedoch 1793 verstarb, so dass Nathusius die Fabrik dann allein betrieb. Es wurde Rauch- und Schnupftabak hergestellt.

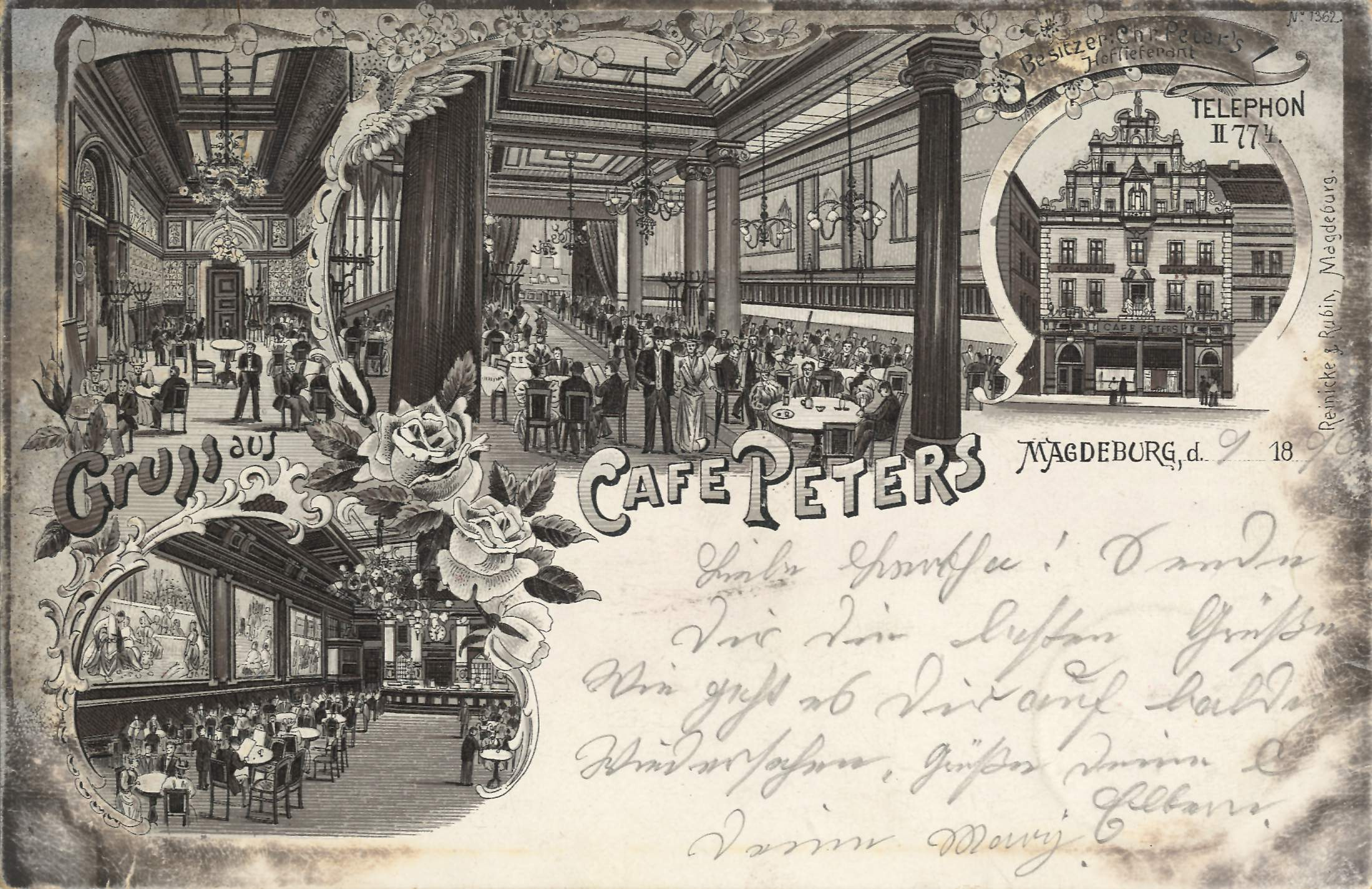
Zum Türmchen 1899, nach dem Umbau

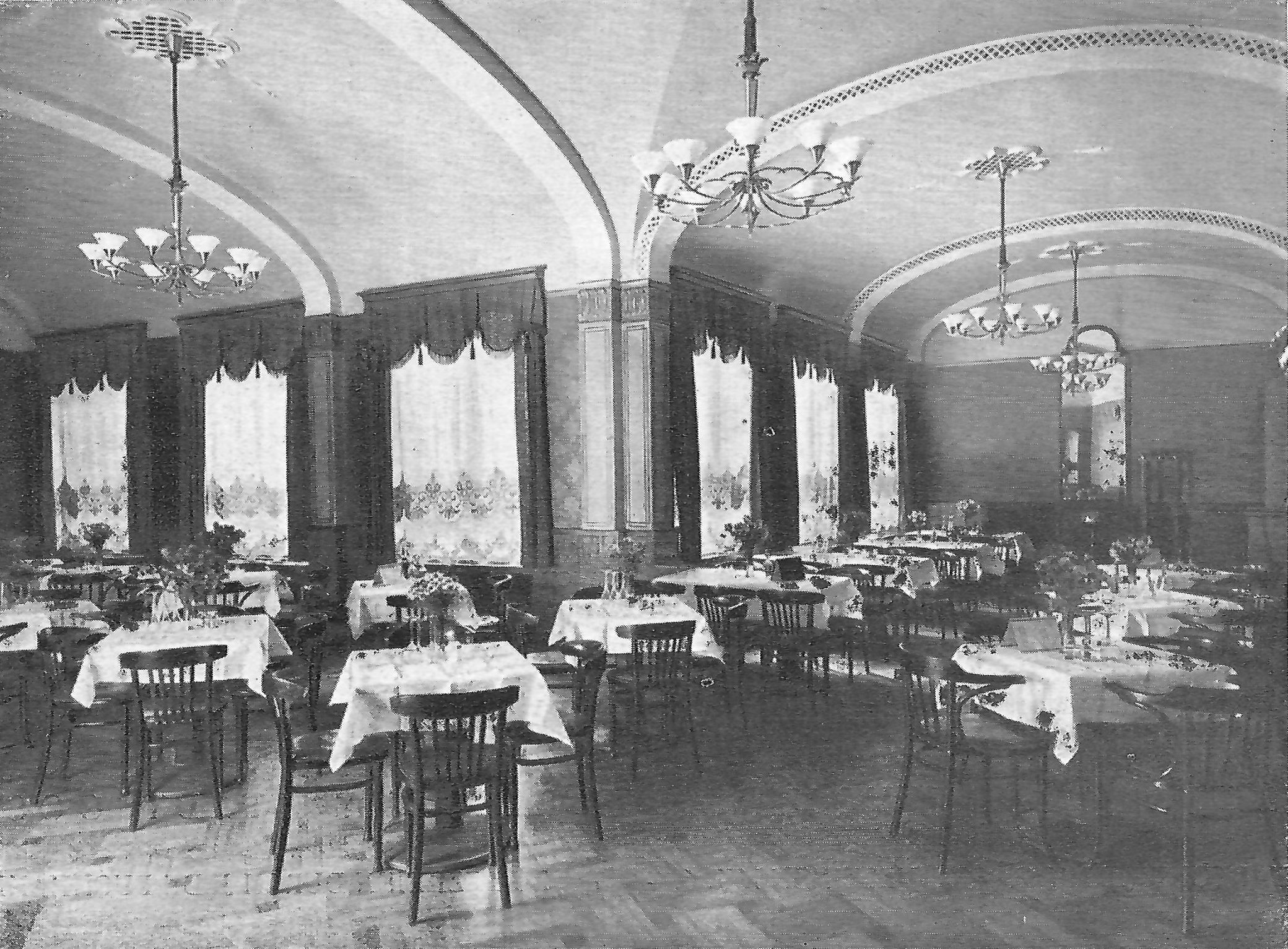
Café Peters in den 1920er Jahren

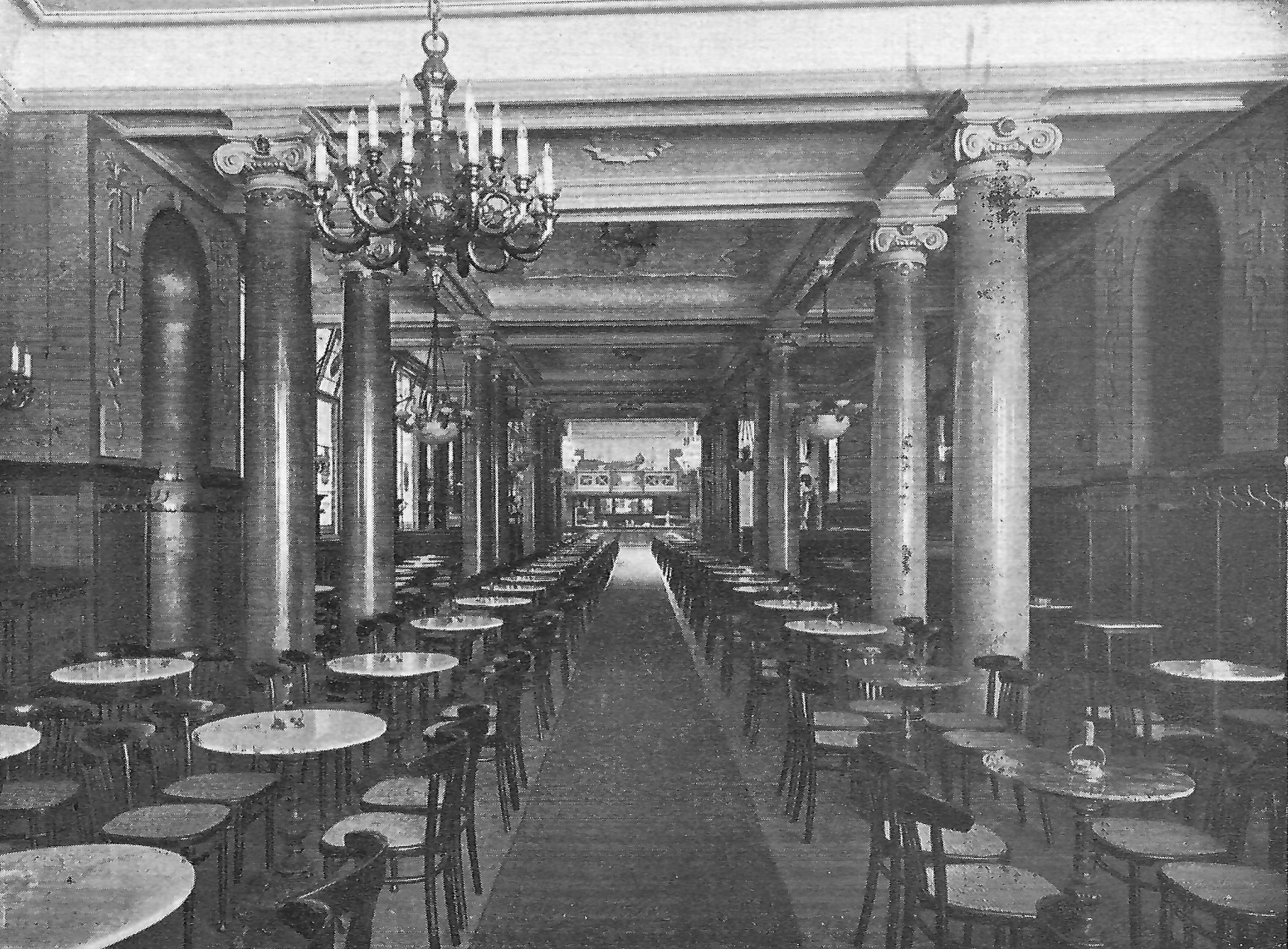
Oberes Geschoss des Café Peters

Zumindest in der Zeit zwischen 1803 und 1845 gehörte das Gebäude dann der Familie Nathusius und diente als Tabakfabrik. Etwa ab 1850 gehörte das Haus dem Kaufmann Fr. Overlach. Im Erdgeschoss wurden Umbauten vorgenommen, um Ladengeschäfte unterzubringen. Spätere Eigentümer waren Schollmeyer und Boehme. Sie veranlassten 1882 und um 1890 weitere Umbauten. Das ursprüngliche Portal wurde dabei entfernt. In der mittleren Achse des unteren Giebelgeschosses wurde ein kleiner Erker angefügt, der mit einer geschweiften Haube bedeckt war. Im Erdgeschoss entstand eine Gaststätte. Eigentümer blieb alleine O. Boehme und ab Ende der 1930er Jahre seine Witwe A. Boehme. Im Haus wurde das bekannte Café Peters betrieben.
Zum Türmchen gehörte ein an die Schildergasse grenzendes Hinterhaus.
Bei Luftangriffen im Zweiten Weltkrieg wurde das Gebäude zerstört. Später erfolgte eine Neubebauung mit Wohn- und Geschäftshäusern, wobei die Schildergasse überbaut wurde.

## Architektur
Das Haus Zum Türmchen galt als Beispiel der deutschen Spätrenaissance. Die Fassade war fünfachsig ausgeführt. Der Anordnung der Fenster im Rhythmus 2-1-2 entsprach die Raumaufteilung im ersten Obergeschoss. Zum Breiten Weg hin lagen drei Räume, ein kleines Zimmer in der Mitte und außen jeweils ein großes. In den beiden zweifenstrigen Zimmern befanden sich jeweils zwei miteinander verbundene Fensternischen, deren Bögen oberhalb einer Konsole zusammenstießen. Ursprünglich war das mittlere Fenster nicht genau in der Mitte angeordnet, wurde dann jedoch, wohl bei den Umbauarbeiten im 18. Jahrhundert in die Mitte gesetzt. Das zweite Obergeschoss gehörte zunächst mit zum Dachboden. Da durch die innere Aufteilung dort keine Restriktionen bestanden, war das dortige Mittelfenster wohl bereits ursprünglich symmetrisch in der Mitte angeordnet. Die Gestaltung der äußeren Fensterpaare des ersten Obergeschosses mit ihren Gesimsen aber auch der Mittelfenster deuteten auf eine Beeinflussung durch die ähnliche Gestaltung des 1700 errichteten Fürstenhauses hin.
Im Erdgeschoss waren beidseits der mittig angeordneten Eingangstür noch in den 1870er Jahren rundbogige Ladenöffnungen angeordnet. Das Eingangsportal war aus Quadermauerwerk errichtet und wurde beiderseits von einer Säule mit Gebälk im römisch-dorischen Stil flankiert. Das Gebälk verkröpfte die Säulen. Auf den Säulen stand jeweils eine Figur, die einen kleinen Turm in der Hand hielt, womit auf den Namen des Hauses hingedeutet wurde. In gestalterischen Details bestanden wiederum deutliche Ähnlichkeiten mit dem Fürstenhaus.
Markant war der hohe zum Breiten Weg ausgerichtete dreistöckige Giebel, der durch hermenförmige Pilaster gegliedert wurde. In seinem untersten Geschoss bestanden sechs, darüber vier und oben zwei Pilaster, wobei die inneren Pilaster jeweils genau übereinander angeordnet waren. Es entstand so der Eindruck eines vertikalen Emporstrebens. In ihrer Anordnung und Gestaltung der Kapitelle entsprechen sie unten der Dorischen, darüber der Ionischen und oben der Korinthischen Ordnung. Die Horizontale war zugleich durch die durchlaufenden Gesimse betont, die um die hervortretenden Teile verkröpft waren. Jeweils in dem mittlersten Feld der Giebeletagen war eine rundbogige Türöffnung angeordnet. Deren Gewände waren durch Stäbe und Kehlen gegliedert. Oberhalb des obersten Gesims bestand ein geteilter Rundgiebel, auf dem eine Statue thronte. Die Statue war möglicherweise erst später aufgesetzt worden. Gerahmt wurde der Giebel des Hauses von filigranen Bögen und Voluten. Sie wurden als riemenartig beschrieben und an Berührungsstellen durch Schnallen zusammengehalten. An ihren Enden wiesen sie perlenartige Einkerbungen auf. Insgesamt war die Gestaltung des Giebels für Magdeburg ungewöhnlich und wurde mit der des allerdings prächtigeren Braunschweiger Gewandhauses verglichen, das möglicherweise als Vorbild diente.
Auf der Hofseite des Gebäudes befand sich in einem turmartigen Anbau eine Wendeltreppe. Nach unten lief die gewundene Spindel in einer Maske aus. An einem im 19. Jahrhundert auf dem Hof entstandenen Gebäude war ein kleines Türmchen mit der Inschrift zum Thurm eingemauert, dessen Gestaltung Formen der Renaissance aufwies. Es wird vermutet, dass er vor der Erneuerung des Portals sich über dem ursprünglichen Portal befand und dem Haus den Namen gab.
Die nach Süden zur engen Schildergasse weisende Fassade an der Langseite des Hauses, war schmucklos ausgeführt. Einige der Fenster an dieser Seite gingen bis zur Brüstungsmauer hinab.